# Belt-Schutsloot
Belt-Schutsloot is een dorp gelegen in het natuurgebied de Wieden in de gemeente Steenwijkerland in de Nederlandse provincie Overijssel. In 2023 telde het dorp 605 inwoners.
Belt-Schutsloot ligt tussen de wateren Arembergergracht, Schutsloterwijde en de Kleine Belterwijde. Belt-Schutsloot is ontstaan uit twee dorpjes: Belt (Zandbelt) en de aan de Schutsloterwijde gelegen Schutsloot. In de loop van de jaren is het één dorp geworden dat ook enige tijd tot de toenmalige gemeente Zwartsluis behoorde. Dwars door het dorp loopt een kanaal, waar veel plezierjachten door varen. Toerisme - in het bijzonder watersport - is een belangrijke bron van inkomsten. Het dorp telt dan ook veel campings en jachthavens. De Wiedenroute loopt door het dorp. De jaarlijkse gondelvaart werd in 2018 voor de 80ste keer gehouden.